# Pasir Tengah
Pasir Tengah is een bestuurslaag in het regentschap Dairi van de provincie Noord-Sumatra, Indonesië. Pasir Tengah telt 1324 inwoners (volkstelling 2010).